# The Courting of Mary
The Courting of Mary és una pel·lícula muda d’una bobina dirigida per James Kirkwood i protagonitzada per Mary Pickford i Owen Moore. Es tracta de la primera producció estrenada per la Majestic Motion Picture Company. La pel·lícula es va estrenar el 26 de novembre del 1911. Es considera una pel·lícula perduda.

## Argument
Mary i Owen senten tots dos aversió pel sexe oposat. Encara que a Owen el persegueixen moltes dones aconsegueix escapolir-se per anar al seu rierol favorit a pescar truites. A Mary també la persegueixen molts admiradors, entre els quals hi ha un poeta, però com que el rierol divideix la finca dels dos personatges acaba trobant refugi al mateix lloc on Owen està pescant. En trobar-se, Owen es queixa que es troba del seu costat del rierol i tot i que li mana que marxi a l’altre costat, cupido llença la seva fletxa.
L'oncle de Mary està va al darrere d’una soltera una mica granadeta quan Mary els sorprèn i els mostra clarament que no està d’acord amb aquesta relació. Tot i que en principi no aprova que Owen vagi darrera la seva neboda, l'oncle, aconsellat per la senyora, aconsegueix que Mary se n’enamori. Al final Owen i Mary fugen per viure feliços.

## Repartiment
- Mary Pickford (Mary)
- Owen Moore (Owen)
- William H. Brown (oncle Bill)
- Lottie Pickford
- James Kirkwood